# Gervasio de Artiñano y Galdácano
Gervasio de Artiñano y Galdácano (Bilbao, 14 de febrer de 1873 - Madrid, 16 de juliol de 1938) fou un enginyer i polític espanyol.
El 1914 va donar una conferència a l'Ateneo de Madrid sobre l'arquitectura naval espanyola. El 1915 fou nomenat catedràtic de l'Escola d'Enginyers Industrials de Bilbao i fou elegit diputat catòlic independent d'inspiració carlina pel districte de Laguardia (Àlaba) a les eleccions generals espanyoles de 1918 i 1919.
El 1930 fou nomenat catedràtic a l'Escola d'Enginyeria de la Universitat Central de Madrid. El 1934 fou nomenat membre de la Reial Acadèmia de la Història. En esclatar la guerra civil espanyola es va aixoplugar a l'ambaixada de Xile, on va morir el 16 de juliol de 1938.

## Obres
- Historia del comercio con las Indias durante el dominio de los Austrias (1917)
- La Arquitectura Naval Española (1920)
- Resistencia de materiales y Grafostática (1930)
- Encarecimiento de la vida en Europa y singularmente en España
- Bosquejo crítico de la evolución de nuestra industria desde la época de los Reyes Católicos hasta mediados del siglo XIX
- Historia del comercio con las Indias durante la dominación de los Austrias y el Estudio de la Cultura Española en las Indias